# Eurya acuminatissima
Eurya acuminatissima är en tvåhjärtbladig växtart som beskrevs av Elmer Drew Merrill och Chun. Eurya acuminatissima ingår i släktet Eurya och familjen Pentaphylacaceae. Inga underarter finns listade i Catalogue of Life.